# Cho Jun-ho
Cho Jun-ho (ur. 16 grudnia 1988 w Pusan) – koreański judoka, brązowy medalista igrzysk olimpijskich i mistrzostw świata.
Największym sukcesem zawodnika jest brązowy medal igrzysk w Londynie w kategorii do 66 kg. Ma on na swoim koncie także brąz mistrzostw świata w Paryżu.

## Droga do brązu olimpijskiego
| Faza         | Przeciwnik         | Wynik                                |
| ------------ | ------------------ | ------------------------------------ |
| 1/16 finału  | Serhij Drebot      | Zwycięstwo przez yuko                |
| 1/8 finału   | Mirzokhid Farmonov | Zwycięstwo przez yuko                |
| 1/4 finału   | Masashi Ebinuma    | Porażka przez większą liczbę kar     |
| repasaż      | Colin Oates        | Zwycięstwo przez yuko                |
| o 3. miejsce | Sugoi Uriarte      | Zwycięstwo przez mniejszą liczbę kar |